# Alfred Brinckmann
Alfred Brinckmann (Kiel, 1891. január 3. – Kiel, 1967. május 30.) német sakkjátékos és sakkíró. 1921 és 1949 között 8 alkalommal hódította el a német sakkbajnoki címet. Szerzőként főleg életrajzokat (pl. Jefim Dmitrijevics Bogoljubové) és versenybeszámolókat írt, de volt egy Schachmeister im Kampfe: Betrachtungen zum Schach und zur Gegenwart című műve is, amelyekben nemzeti szocialista nézetekről vallott színt.